# Camissoniopsis pallida
Camissoniopsis pallida är en dunörtsväxtart. Camissoniopsis pallida ingår i släktet Camissoniopsis och familjen dunörtsväxter.

## Underarter
Arten delas in i följande underarter:
- C. p. hallii
- C. p. pallida

## Bildgalleri

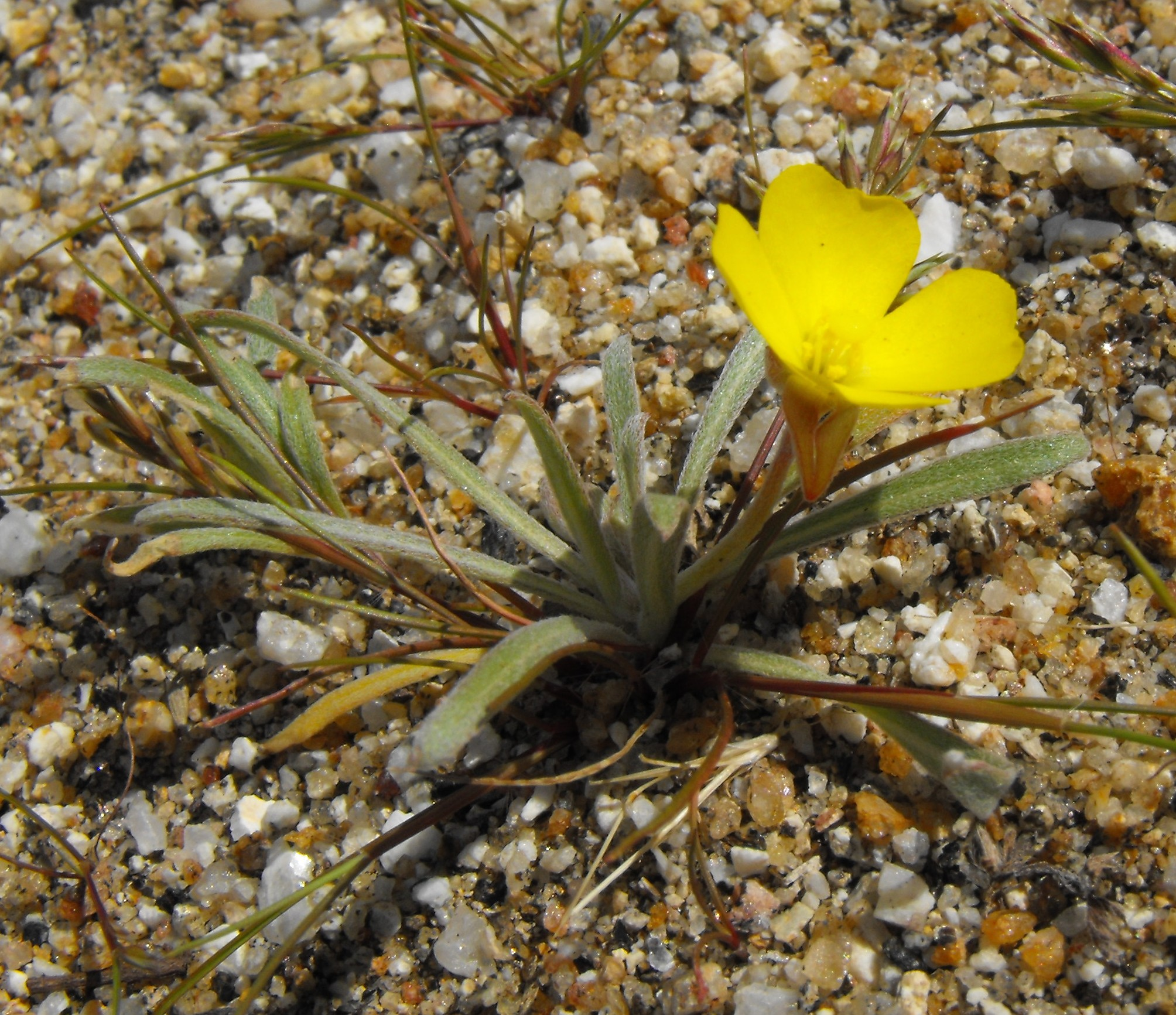